# Elekiter

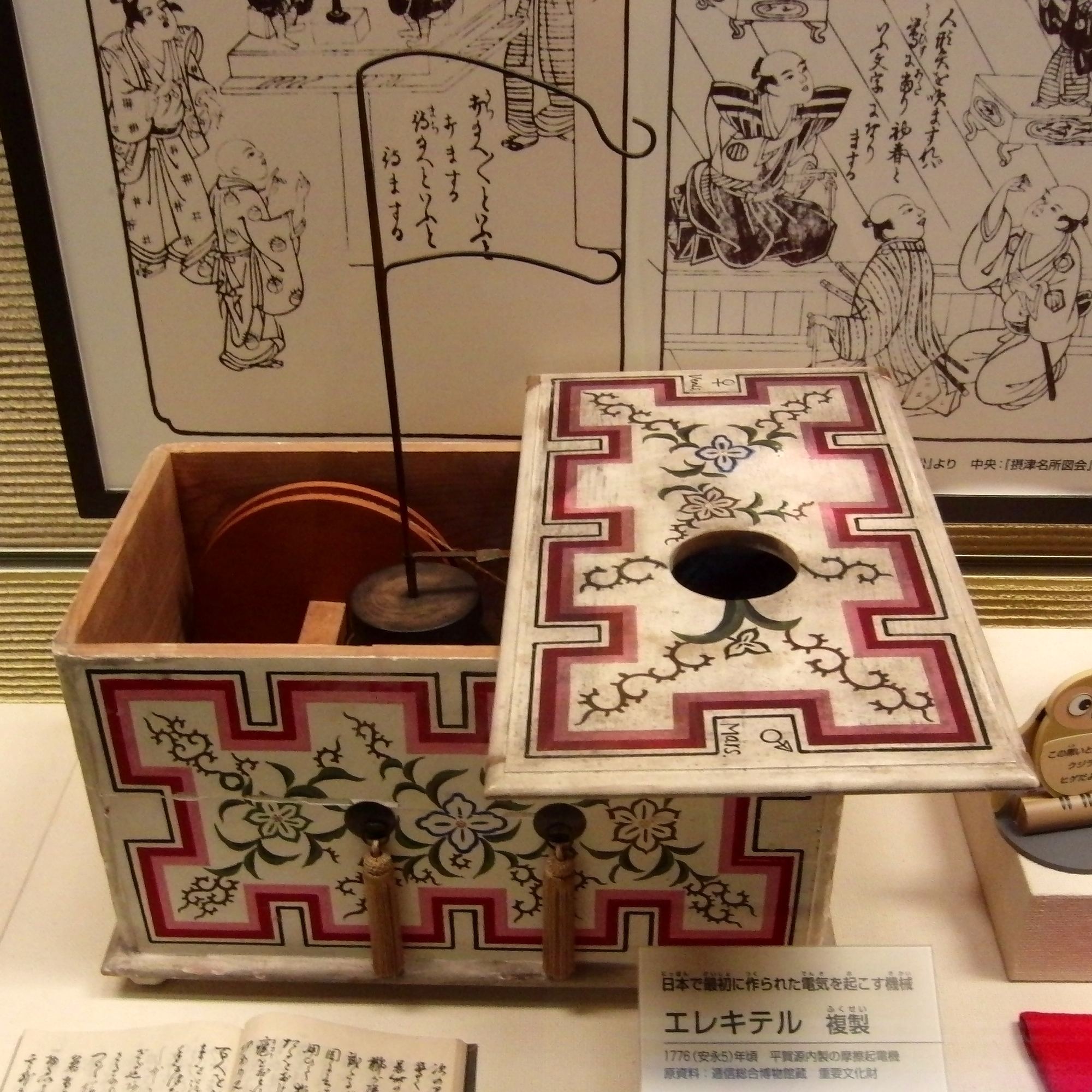
De elekiter (replica) tentoongesteld in het Nationaal Museum voor Natuur en Wetenschap, Tokio, Japan

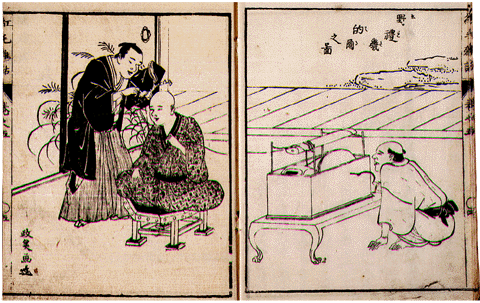
Demonstratie van een elekiter

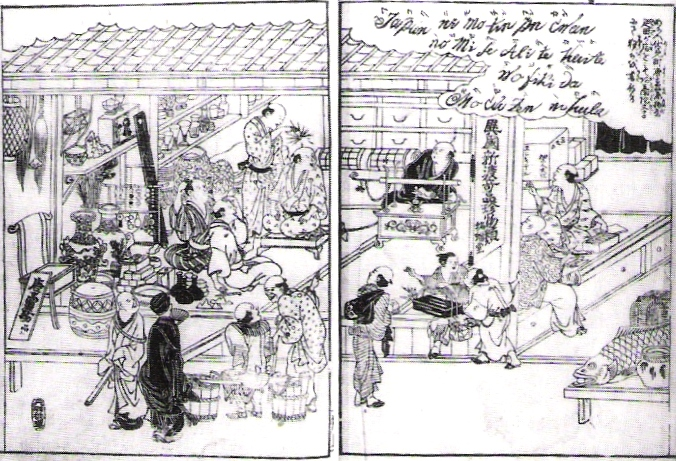
Een curiosawinkel die een elekiter demonstreert en verkoopt. Op het bord bij de ingang staat "Nieuwste curiosa uit het buitenland".

De elekiter (エレキテル, erekiteru, van het Nederlandse elektriciteit) is de Japanse naam voor een type generator van statische elektriciteit dat in de 18e eeuw werd gebruikt voor elektrische experimenten. In Japan presenteerde Hiraga Gennai in 1776 zijn eigen elekiter, afgeleid van een elekiter uit Nederland. De elekiter bestaat uit een kleine doos die wrijving gebruikt om elektriciteit op te wekken en op te slaan.
De elekiter was gebaseerd op verschillende westerse experimenten met statische elektriciteit in de 18e eeuw, die berustten op de ontdekking dat elektriciteit kan worden opgewekt door wrijving, en op de uitvinding van de Leidse fles in de jaren 1740, als een handig middel om statische elektriciteit op te slaan in vrij grote hoeveelheden. Hiraga Gennai verwierf een elekiter uit Nederland tijdens zijn tweede reis naar Nagasaki in 1770, en gaf een formele demonstratie van zijn elekiter in 1776.